# Wrap
O wrap é um sanduíche feito com massa de pão achatado enrolado em torno de um recheio.
Normalmente, os pães achatados são tortillas de trigo, lavash, ou pita; o recheio geralmente consiste em fatias de carnes vermelhas, brancas ou peixe acompanhado por alface desfiada, tomate em cubos ou pico de gallo, guacamole, cogumelos refogados, bacon, cebolas grelhadas, queijo e molho, como por exemplo o molho fazenda ou molho de mel e mostarda.

## História

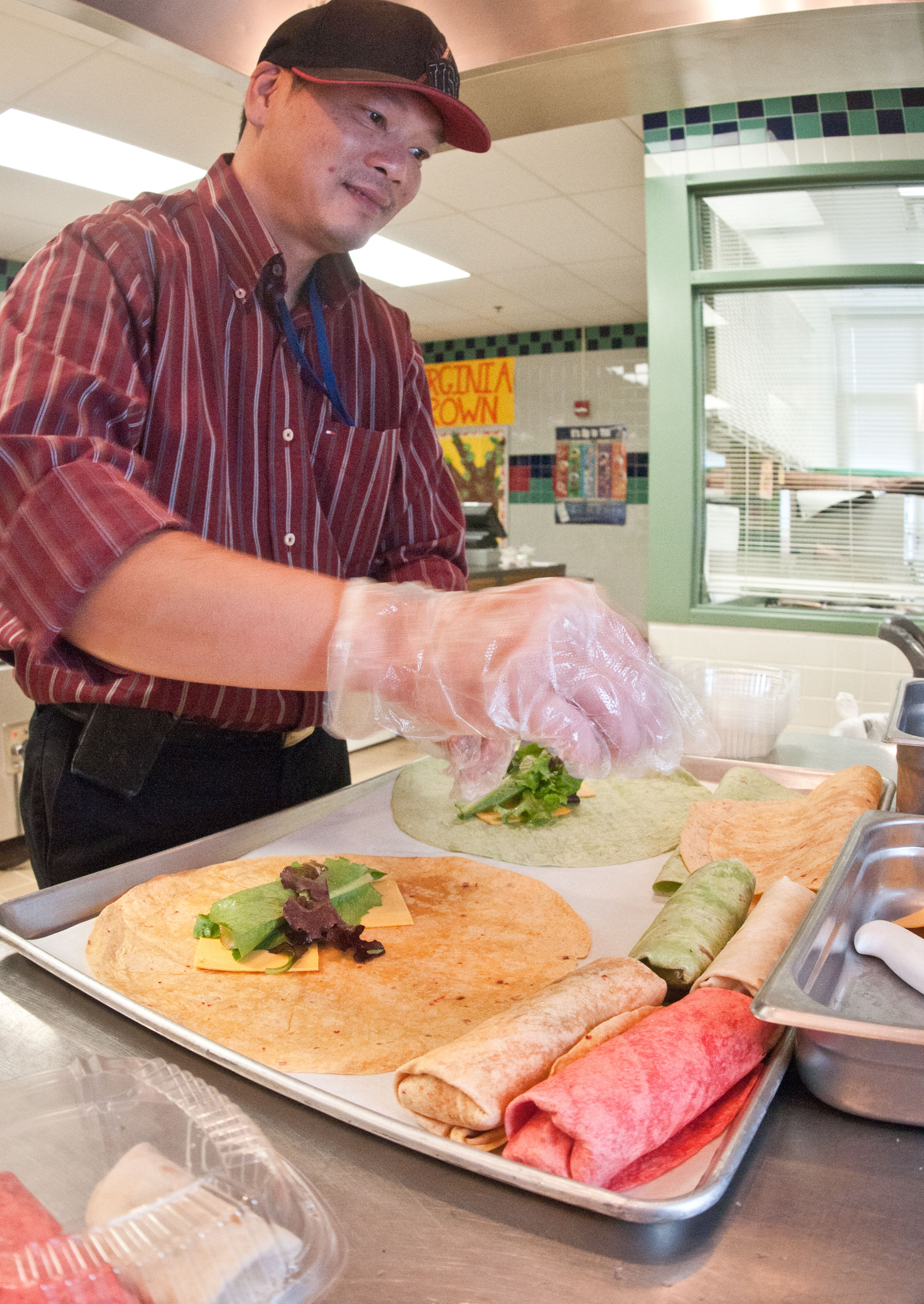
A preparação envolve em uma cozinha

Os mexicanos, arménios, povos do Médio Oriente, gregos e os turcos comem wraps desde antes de 1900. Os mexicanos se referem a eles como burritos, e vêm com diferentes variedades de ingredientes, principalmente a farinha de trigo ou de milho.
O wrap na sua forma ocidentalizada provavelmente vem da Califórnia, como uma generalização do burrito texano-mexicano, e tornou-se popular na década de 1990. O wrap pode ter sido inventado e nomeado no Sul da Califórnia pela cadeia de restaurantes chamada "I Love Juicy" no início da década de 1980. O OVO Bistro em NYC introduziu o seu wrap sanduíche em 1990, sob o nome de "O Rei Edward," O Bobby Valentine Sports Gallery Cafe, em Stamford, Connecticut, às vezes, é aclamada por ter inventado o wrap ao mesmo tempo, mas o restaurante Valentine é de demarca-se desse título dizendo que: "bem, isso é lenda e folclore, mas até que alguém disputa me ou vem com uma história melhor, eu vou dizer que eu inventei o wrap." A empregada de mesa Beth Dolan, de Stamford, Connecticut, é creditada por ter servido o primeiro wrap, depois de o restaurante ficar sem pão. Além disso, a história do restaurante Valentine data o uso do nome "wrap" em meados da década de 1990, depois de ter sido documentada na Califórnia.

Um wrap é uma variação de um sanduíche: um sanduíche possui duas camadas distintas, que são o topo e o fundo pedaços de pão. Um wrap, por outro lado, é uma peça que rodeia completamente o recheio.

## Wrap em locais de alimentação pública

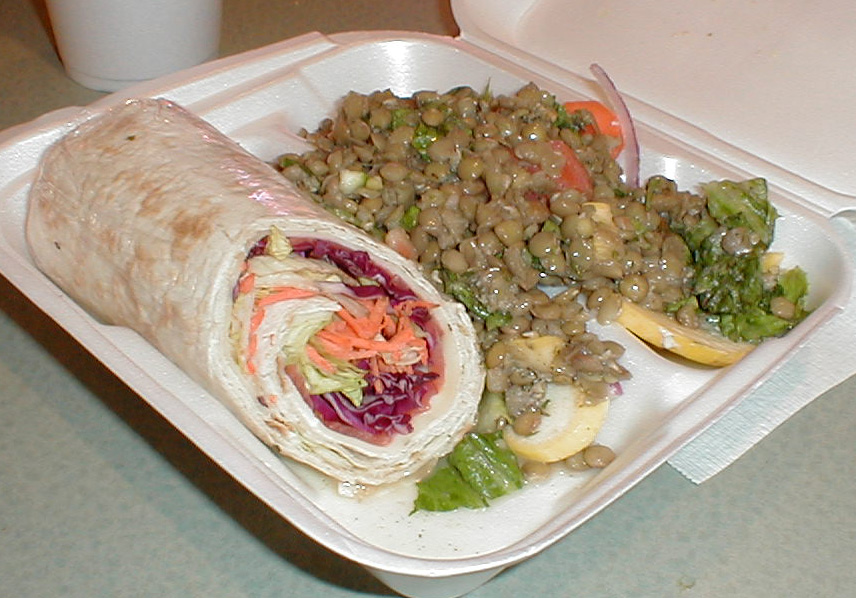
Wrap vegetariano

Nos Estados Unidos, restaurantes como  Camille's Sidewalk Cafe, Sonic Drive-In, Jason's Deli, Buffalo Wild Wings, Subway, Chick-fil-A, Roly Poly e McAlister's Deli servem wrap. O KFC também serve wrap com recheio de galinha como opção de menu, com alface, maionese e a salsa. O McDonald's tem um wrap em formato de snack, com tiras de frango frito ou grelhado, alface, queijo Cheddar e molho ranch. O restaurante Smokey Bones Barbeque and Grill, recentemente introduziu wrap Portobello Frango para alargar a sua selecção de menus com itens grelhados. Os wraps também são muito populares na Austrália e na Nova Zelândia [carece de fontes?] através das cadeias de restaurantes, tais como Oporto e Burger Fuel, entre outros.
O mercado de wraps no Reino Unido tem vindo a crescer substancialmente desde 2004, com todos os principais restaurantes de fast-food a venderem wrap.[carece de fontes?]